# عبد الوهاب الرشيد
عبد الوهاب محمد أحمد الرشيد (29 أكتوبر 1984 - ) اقتصادي وسياسي كويتي شغل سابقا منصب وزير المالية في الفترة من 28 ديسمبر 2021 حتي  8 أبريل 2023 .

## سيرته الذاتية
حاصل على بكالوريوس التمويل من كلية العلوم الادارية من جامعة الكويت وعلى الماجستير في إدارة الاعمال من جامعة الخليج للعلوم والتكنولوجيا بالكويت
إضافة إلى شهادة الادارة الاستراتيجية والقيادة من جامعة فوردهام بنيويورك ، كما تولى منصب رئيس مجلس إدارة الجمعية الاقتصادية الكويتية وكان قبلها عضوا ورئيسا للجنة الثقافية ولجنة التطوير والتدريب ولجنة العلاقات العامة فيها ، كما تولى منصب نائب رئيس مجلس إدارة جمعية ضاحية عبد الله السالم والمنصورية التعاونية.
وكان عضو في برنامج (ذخر) لتطوير القيادات الواعدة بالتعاون مع جامعة كورنيل ، وعمل سنوات طويلة في إدارة الاصول في عدد من البنوك والشركات الاستثمارية ، كما عمل اختصاصيا في جهاز تطوير مدينة الحرير ورئيسا للجنة الفنية في الصندوق الوطني لرعاية وتنمية المشروعات الصغيرة والمتوسطة.